# Dohrniphora signata
Dohrniphora signata är en tvåvingeart som beskrevs av Borgmeier 1967. Dohrniphora signata ingår i släktet Dohrniphora och familjen puckelflugor.
Artens utbredningsområde är Thailand. Inga underarter finns listade i Catalogue of Life.